# 望昆站
望昆站位于中国青海省海西蒙古族藏族自治州格尔木市郭勒木德镇阿拉尔牧委会内、昆仑山隧道北口，海拔4484米。该站为青藏铁路的无人驻守车站，由青藏铁路集团公司营运。

## 概要
望昆站随青藏铁路格拉段始建于2001年，2002年6月铺轨至本站。2006年7月1日，望昆站建成启用。原车站至下行邻站不冻泉站区间36公里，铁路部门于2017年在两站区间新设昆仑山站。未来本站到发线长度由720米延长至900米，并计划设立牵引变电所。
车站设有4条股道，有效长度720米；到发线站房侧设旅客站台1座，长50米、宽4米。拉萨端有岔线及其安全线1条。车站驻有格尔木工务段望昆线路车间。